# Ghiacciaio Blackwelder
Il ghiacciaio Blackwelder è un piccolo ghiacciaio alpino lungo circa 4 km situato nella regione centro occidentale della Dipendenza di Ross, nell'Antartide orientale. Il ghiacciaio, il cui punto più alto si trova a circa 1000 m s.l.m., si trova in particolare all'estremità settentrionale dei colli Denton, sulla costa di Scott, dove fluisce verso est costeggiando il versante settentrionale del colle Salmon, ossia dalla parte opposta del ghiacciaio Salmon.

## Storia
Il ghiacciaio Blackwelder è stato particolarmente studiato da Troy L. Pewe durante l'operazione Deep Freeze del 1957-58, e da questi battezzato in onore di Eliot Blackwelder, già capo del dipartimento di geologia dell'Università di Stanford.